# Puchar Polski (calcio a 5)
La Puchar Polski è la seconda competizione calcettistica della Polonia per importanza dopo la prima divisione nazionale ed è posta sotto l'egida della Federazione calcistica della Polonia. Si svolge ogni anno dal 1995.
La partecipazione al torneo è aperta sia alle squadre professionistiche sia a quelle amatoriali.

## Albo d'oro
- 1995:  Sinbad Opole (1)
- 1996:  Opal Gniezno (1)
- 1997:  Sinbad Opole (2)
- 1998:  Nova Gliwice (1)
- 1999:  Zywiec-Trade (1)
- 2000:  Nova Gliwice (2)
- 2001:  Clearex Chorzów (1)
- 2002:  Clearex Chorzów (2)
- 2003:  Baustal Cracovia (1)
- 2004:  Clearex Chorzów (3)

- 2005:  Baustal Cracovia (2)
- 2006:  Holiday Chojnice (1)
- 2007:  Jango Katowice (1)
- 2008:  Kupczyk Cracovia (1)
- 2009:  Akademia Poznań (1)
- 2010:  Hurtap Łęczyca (1)
- 2011:  Wisła Cracovia (1)
- 2012:  Gatta Zduńska Wola (1)
- 2013:  Rekord Bielsko-Biała (1)
- 2014:  Wisła Cracovia (2)

- 2015:  Wisła Cracovia (3)
- 2016:  RD Chojnice (1)
- 2017:  Clearex Chorzów (4)
- 2018:  Rekord Bielsko-Biała (2)
- 2019:  Rekord Bielsko-Biała (3)
- 2020:  Constract Lubawa (1)
- 2021:  RD Pniewy (1)
- 2022:  Rekord Bielsko-Biała (4)
- 2023:  Rekord Bielsko-Biała (5)
- 2024:  Piast Gliwice (1)